# عيسوية (فرقة)
العيسوية هي فرقة نسبت إلى أبو عيسى الأصفهاني الذي ظهر في بلاد فارس في القرن الثاني الهجري.نسبوا إلى أبي عيسى آيات ومعجزات وتبعه بشر كثير من اليهود. ومما ذهبت إليه العيسوية أن محمد وعيسى إنما بعثا إلى قومهما فقط، ولم يبعثا بنسخ شريعة موسى.

## العقائد
وقد رد الغزالي الطوسي على العيسوية في الاقتصاد في الاعتقاد وقال:
بدأ دعوته في آخر ملوك بني أمية، فاتبعه بشر كثير من اليهود، وادعوا له آيات ومعجزات، وقيل بأنه ذهب إلى أصحاب موسى بن عمران الذين هم وراء النهر ليسمعهم كلام الله، وقيل لما حارب أصحاب المنصور بالري قُتل هو وأصحابه. ادعى أبا عيسى بأن الله كلمه، وكلفه بأن يخلص بني إسرائيل من الأمم العاصين، وزعم أنه المسيح أفضل ولد آدم، وأنه أعلى منزلة بين الأنبياء الماضين، وكان يوجب تصديق المسيح وتعظم دعوته.
نهى عن الذبائح كلها ونهى عن أكل كل ما هو روح، وأوجب عشر صلاوت وأمر أصحابه بإقامتها وذكر أوقاتها، وخالف اليهود في كثير من أحكام الشريعة الكثيرة الموجودة في التوراة.وزعم أبو عيسى أنه نبي؛ وأنه رسول المسيح المنتظر. وزعم أن للمسيح خمسة من الرسل يأتون قبله واحداً بعد واحد. وزعم أن الله تعالى كلمه، وكلفه أن يخلص بني إسرائيل من أيدي الأمم العاصين والملوك الظالمين